# أندريا غوميز
أندريا غوميز (بالإسبانية: Andrea Gómez)‏ هي رسامة جداريات ‏ وفنانة مكسيكية، ولدت في 19 نوفمبر 1926 في إيرابواتو في المكسيك، وتوفيت في نوفمبر 2012 في Temixco ‏ في المكسيك.